# Cristian Brăneț
Cristian Gigi Brăneț (* 14. Juli 1977 in Galați) ist ein ehemaliger rumänischer Fußballspieler auf der Position eines Torwarts. Er bestritt insgesamt 183 Spiele in der Liga 1. Im Jahr 2011 gewann er mit Oțelul Galați die rumänische Meisterschaft.

## Karriere
Die Karriere von Brăneț begann bei Dunărea Galați in seiner Heimatstadt. In der Saison 1998/99 kam er zu seinem ersten Einsatz in der Divizia B. Mit Beginn der Spielzeit 1999/2000 wurde er bei Dunărea zum Stammtorhüter, konnte den Abstieg seiner Mannschaft in die Divizia C. Anschließend wechselte er zum Lokalrivalen Oțelul Galați, der in der Divizia A spielte. Dort konnte er sich jedoch nicht durchsetzen und verließ den Verein in der Winterpause wieder zu Laminorul Roman in die Divizia B. Anschließend verschlug es ihn im Sommer 2001 für ein Jahr zu Hapoel Tsafririm Holon in die israelische Liga Leumit. Nach einem Jahr wechselte er zum FC Vaslui, der seinerzeit in der Divizia C spielte.
Nach dem Aufstieg 2003 verließ Brăneț Vaslui und schloss sich dem ambitionierten Zweitligisten Politehnica Iași an. Dort konnte er im ersten Jahr mit nur sechs Einsätzen wenig zum Aufstieg seiner Mannschaft beitragen. In der Saison 2004/05 wurde er zum Stammspieler und konnte sich mit seiner Mannschaft im Mittelfeld platzieren. In den folgenden Jahren kämpfte er mit seinem Klub stets gegen den Abstieg. Nachdem dieser am Ende der Spielzeit 2009/10 nicht mehr zu vermeiden gewesen war, verließ er den Verein und wechselte zum Ligakonkurrenten Oțelul Galați. Dort konnte er sich zwar nicht gegen seinen Konkurrenten Branko Grahovac durchsetzen, wurde von Trainer Dorinel Munteanu im letzten Saisonspiel eingesetzt, als der Gewinn der Meisterschaft 2011 bereits feststand. Erst in der Rückrunde 2011/12 kam er häufiger zum Zuge, bevor er in der Rückrunde 2012/13 wieder ins zweite Glied rücken musste. Ende 2013 beendete er seine Laufbahn.

## Erfolge
- Rumänischer Meister: 2011